# Grant Hill
Grant Henry Hill, nasceu no dia 5 de Outubro de 1972 na cidade de Dallas, Estados Unidos. É um ex-jogador de basquetebol profissional. Lançou e usou diferentes produtos da Fila (empresa) em seus jogos, inclusive o famoso FILA GRANT HILL. 

## Carreira
Foi a terceira escolha no draft de 1994 da NBA, sendo draftado pela equipe Detroit Pistons.

## Estatísticas

#### Temporada regular
| Ano      | Equipe        | PJ   | PT  | MPP  | %TC  | %3P   | %TL  | RPP | APP | ROB | TPP | PPP  |
| -------- | ------------- | ---- | --- | ---- | ---- | ----- | ---- | --- | --- | --- | --- | ---- |
| 1994–95  | Detroit       | 70   | 69  | 38.3 | .477 | .148  | .732 | 6.4 | 5.0 | 1.8 | .9  | 19.9 |
| 1995–96  | Detroit       | 80   | 80  | 40.8 | .462 | .192  | .751 | 9.8 | 6.9 | 1.2 | .6  | 20.2 |
| 1996–97  | Detroit       | 80   | 80  | 39.3 | .496 | .303  | .711 | 9.0 | 7.3 | 1.8 | .6  | 21.4 |
| 1997–98  | Detroit       | 81   | 81  | 40.7 | .452 | .143  | .740 | 7.7 | 6.8 | 1.8 | .6  | 21.1 |
| 1998–99  | Detroit       | 50   | 50  | 37.0 | .479 | .000  | .752 | 7.1 | 6.0 | 1.6 | .5  | 21.1 |
| 1999–00  | Detroit       | 74   | 74  | 37.5 | .489 | .347  | .795 | 6.6 | 5.2 | 1.4 | .6  | 25.8 |
| 2000–01  | Orlando       | 4    | 4   | 33.3 | .442 | 1.000 | .615 | 6.3 | 6.3 | 1.2 | .5  | 13.8 |
| 2001–02  | Orlando       | 14   | 14  | 36.6 | .426 | .000  | .863 | 8.9 | 4.6 | .6  | .3  | 16.8 |
| 2002–03  | Orlando       | 29   | 29  | 29.1 | .492 | .250  | .819 | 7.1 | 4.2 | 1.0 | .4  | 14.5 |
| 2004–05  | Orlando       | 67   | 67  | 34.9 | .509 | .231  | .821 | 4.7 | 3.3 | 1.5 | .4  | 19.7 |
| 2005–06  | Orlando       | 21   | 17  | 29.2 | .490 | .250  | .765 | 3.8 | 2.3 | 1.1 | .3  | 15.1 |
| 2006–07  | Orlando       | 65   | 64  | 30.9 | .518 | .167  | .765 | 3.6 | 2.1 | .9  | .4  | 14.4 |
| 2007–08  | Phoenix       | 70   | 68  | 31.7 | .503 | .317  | .867 | 5.0 | 2.9 | .9  | .8  | 13.1 |
| 2008–09  | Phoenix       | 82   | 68  | 29.8 | .523 | .316  | .808 | 4.9 | 2.3 | 1.1 | .7  | 12.0 |
| 2009–10  | Phoenix       | 81   | 81  | 30.0 | .478 | .438  | .817 | 5.5 | 2.4 | .7  | .4  | 11.3 |
| 2010–11  | Phoenix       | 80   | 80  | 30.1 | .484 | .395  | .829 | 4.2 | 2.5 | .8  | .4  | 13.2 |
| 2011–12  | Phoenix       | 49   | 46  | 28.1 | .446 | .264  | .761 | 3.5 | 2.2 | .8  | .6  | 10.2 |
| 2012–13  | L.A. Clippers | 29   | 0   | 15.1 | .388 | .273  | .583 | 1.7 | .9  | .4  | .2  | 3.2  |
| Total    |               | 1026 | 972 | 33.9 | .483 | .314  | .769 | 6.0 | 4.1 | 1.2 | .6  | 16.7 |
| All-Star |               | 6    | 6   | 22.2 | .571 | .500  | .545 | 2.5 | 3.2 | 1.2 | .2  | 10.5 |

#### Playoffs
| Ano     | Equipe        | PJ | PT | MPP  | %TC  | %3P  | %TL   | RPP | APP | ROB | TPP | PPP  |
| ------- | ------------- | -- | -- | ---- | ---- | ---- | ----- | --- | --- | --- | --- | ---- |
| 1995–96 | Detroit       | 3  | 3  | 38.3 | .564 | .500 | .857  | 7.3 | 3.7 | 1.0 | .0  | 19.0 |
| 1996–97 | Detroit       | 5  | 5  | 40.6 | .437 | .000 | .718  | 6.8 | 5.4 | .8  | 1.0 | 23.6 |
| 1998–99 | Detroit       | 5  | 5  | 35.2 | .457 | .000 | .813  | 7.2 | 7.4 | 2.0 | .4  | 19.4 |
| 1999–00 | Detroit       | 2  | 2  | 27.5 | .375 | .500 | .900  | 5.5 | 4.5 | .5  | .0  | 11.0 |
| 2006–07 | Orlando       | 4  | 4  | 35.8 | .500 | .000 | .667  | 5.5 | 3.8 | .5  | .2  | 15.0 |
| 2007–08 | Phoenix       | 3  | 2  | 22.7 | .455 | .000 | 1.000 | 5.3 | 1.0 | .7  | .3  | 3.7  |
| 2009–10 | Phoenix       | 16 | 16 | 28.3 | .480 | .188 | .868  | 5.8 | 2.3 | .8  | .6  | 9.6  |
| 2012-13 | L.A. Clippers | 1  | 0  | 20.0 | .500 | .000 | .000  | 4.0 | 2.0 | .0  | .0  | 4.0  |
| Total   |               | 39 | 37 | 31.6 | .469 | .238 | .781  | 6.1 | 3.6 | .9  | .5  | 13.4 |